# نادي الإمبراطور (فلم)
نادي الإمبراطور (بالإنجليزية: The Emperor's Club) هو فيلم دراما أمريكي صدر في عام 2002، من إخراج مايكل هوفمان وبطولة كيفين كلاين. الفيلم مأخوذ من قصة صغيرة للكاتب إيثان كانين بعنوان «لص القصر». يتعقب الفيلم مدرسا وطلابه في مدرسة تحضيرية للبنين.

## طاقم الممثلين
| الممثل/الممثلة | الدور               | تعليق  |
| -------------- | ------------------- | ------ |
| كيفين كلاين    | وليام هندرت         | المعلم |
| إميل هيرش      | سيدجويك بيل         |        |
| إيمبث ديفيدتز  | إليزابيث            |        |
| روب مورو       | جيمس إليربي         |        |
| إدوارد هيرمان  | الناظر وودبريدج     |        |
| هاريس يولين    | السيناتور هايرم بيل |        |
| بول دانو       | مارتن بلايث         |        |
| جيسي آيزينبيرغ | لويس ماسودي         |        |

## روابط خارجية
- مقالات تستعمل روابط فنية بلا صلة مع ويكي بيانات